# Joseph Muth
Joseph Muth (* 9. Januar 1788 in Hadamar; † 7. März 1866 in Weilburg) war ein deutscher Lehrer und Historiker.
Seine Schulausbildung erhielt Muth am Gymnasium in Hadamar und studierte im Anschluss in Aschaffenburg und Limburg Philologie und Theologie. Danach war er kurzzeitig als Hilfslehrer in Düsseldorf tätig, kam aber 1813 als Pfarrer und Konrektor wieder in das nassauische Dillenburg. Ab 1817 war er als Lehrer an den Pädagogien in Hadamar und Wiesbaden tätig. 1839 übernahm er als Nachfolger von Wilhelm Frorath die Leitung des Pädagogiums in Hadamar. Schließlich kam er 1843 als Professor an das Gymnasium Philippinum in Weilburg. Dort wurde er im Jahr darauf zum Oberschulrat ernannt und unterrichtete bis zu seiner Pensionierung im Jahr 1858 an der Lehranstalt.
Neben seiner beruflichen Tätigkeit verfasste Muth zahlreiche Schriften, so 1827 das Handbuch der Geschichte des Hauses Nassau. Im Sommer 1857 veröffentlichte er das später sehr populär gewordene Weilburger Kirchweihlied.

## Quelle
- Magistrat der Stadt Weilburg (Hg.): Weilburg-Lexikon. Weilburg 2006

| Personendaten    | Personendaten                   |
| ---------------- | ------------------------------- |
| NAME             | Muth, Joseph                    |
| KURZBESCHREIBUNG | deutscher Lehrer und Historiker |
| GEBURTSDATUM     | 9. Januar 1788                  |
| GEBURTSORT       | Hadamar                         |
| STERBEDATUM      | 7. März 1866                    |
| STERBEORT        | Weilburg                        |